# Pomol
Pomol (cyr. Помол) – wieś w Bośni i Hercegowinie, w Republice Serbskiej, w gminie Milići. W 2013 roku liczyła 305 mieszkańców.